# 蓟州区
蓟州区，旧称无终县、渔阳县、蓟州、蓟县，是中华人民共和国天津市下辖的一个市辖区，位于天津市北部。蓟州区面积1593公里。蓟州区拥有天津市唯一的山地地形，盘山、梨木台、九山顶、八仙山、黄崖关等均位于此。区政府驻文昌街道府前街2號。

## 地名由来
《太平寰宇记》卷七：“取古蓟门关以名。”

## 历史
蓟州区最早称无终县，隋朝时成为渔阳郡的郡治，唐朝因郡改名为“渔阳县”，改渔阳郡为蓟州，这里仍为治所。元朝以后，渔阳之名棄用，这里成为蓟州。1913年，从蓟州改名为“蓟县”，为河北省辖县。
1973年7月7日，国务院批复河北省所辖武清、静海、宝坻、宁河、蓟县五县划归天津市。16-18日，天津市人民政府与河北省人民政府在石家庄召开交接会议，部署五县划转相关工作。8月1日，起正式划归天津市管辖。
2008年，蓟县县城城关镇恢复渔阳镇历史名称。
2016年6月，国务院批复《关于撤销蓟县成立蓟州区的请示》（津政报〔2016〕9号），同意撤销蓟县，成立蓟州区。

## 行政区划
蓟州区下辖1个街道办事处、25个镇、1个民族乡：
文昌街道、渔阳镇、洇溜镇、官庄镇、马伸桥镇、下营镇、邦均镇、别山镇、尤古庄镇、上仓镇、下仓镇、罗庄子镇、白涧镇、侯家营镇、桑梓镇、东施古镇、下窝头镇、杨津庄镇、出头岭镇、西龙虎峪镇、穿芳峪镇、东二营镇、许家台镇、礼明庄镇、东赵各庄镇、州河湾镇和孙各庄满族乡。
其中渔阳镇（原为城关镇，2008年改为现名）

## 人口
截至2020年，薊州區常住人口79.55萬人，其中男性40.32萬人，女性39.23萬人。性別比例為50.69：49.31。

## 教育
天津市蓟州区第一中学是蓟州区唯一的天津市市级重点中学。

## 物产
蓟州区作为天津市唯一的山区，出产果木，蓟州区的特产有：盘山柿子、下营的板栗和邦均的核桃。

## 交通

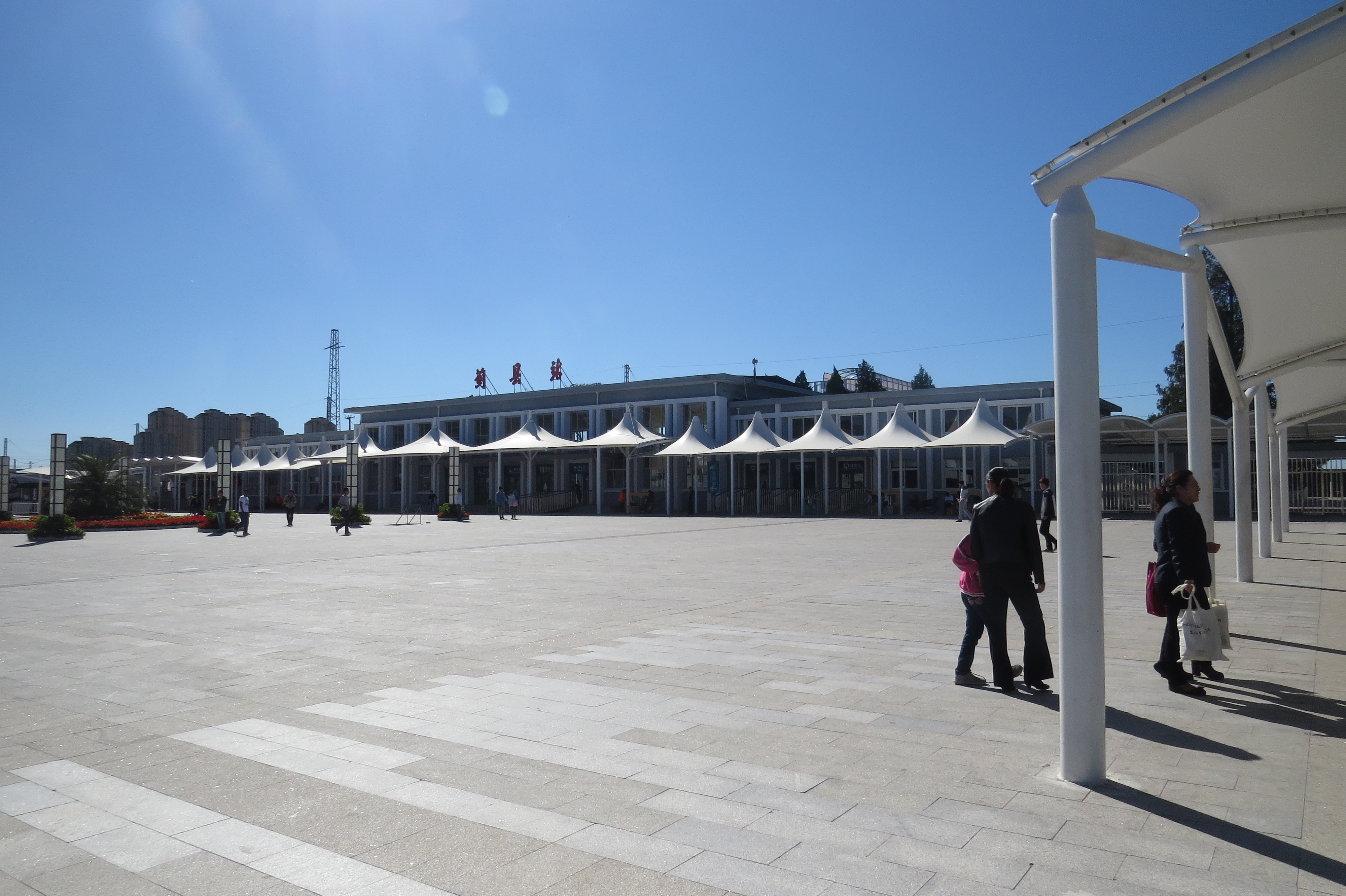
津蓟铁路蓟州北站，目前每日开行前往天津北站和北京东站的旅客列车

- 高速公路： 京秦高速、 津蓟高速、 塘承高速、
- 国道： 102国道、 230国道、 233国道过境。
- 津蓟铁路：蓟州北站
- 京哈铁路：蓟州站

同时正在沟通三河等地，推进轨道交通平谷线东延蓟州。

## 旅游景点
- 世界文化遗产：黄崖关长城
- 中国国家5A级旅游景区：盘山
- 中华人民共和国国家级自然保护区：八仙山

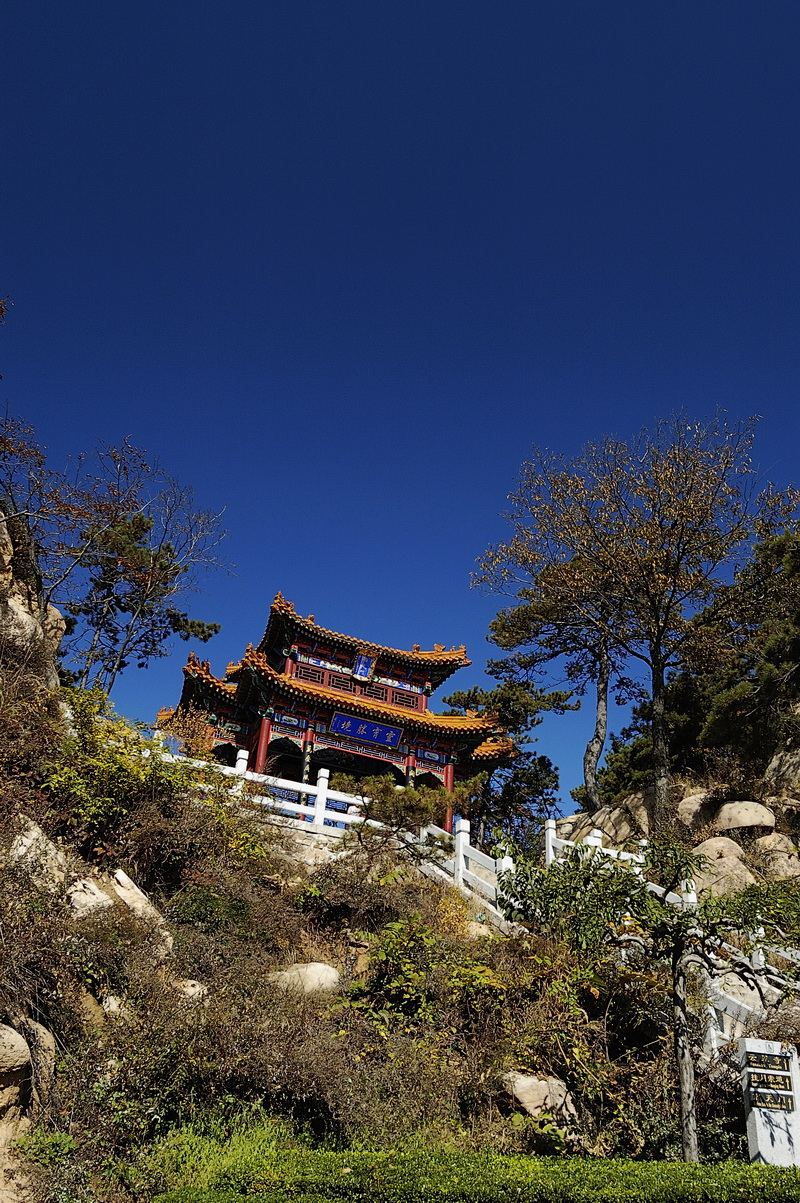
蓟州盘山云罩寺

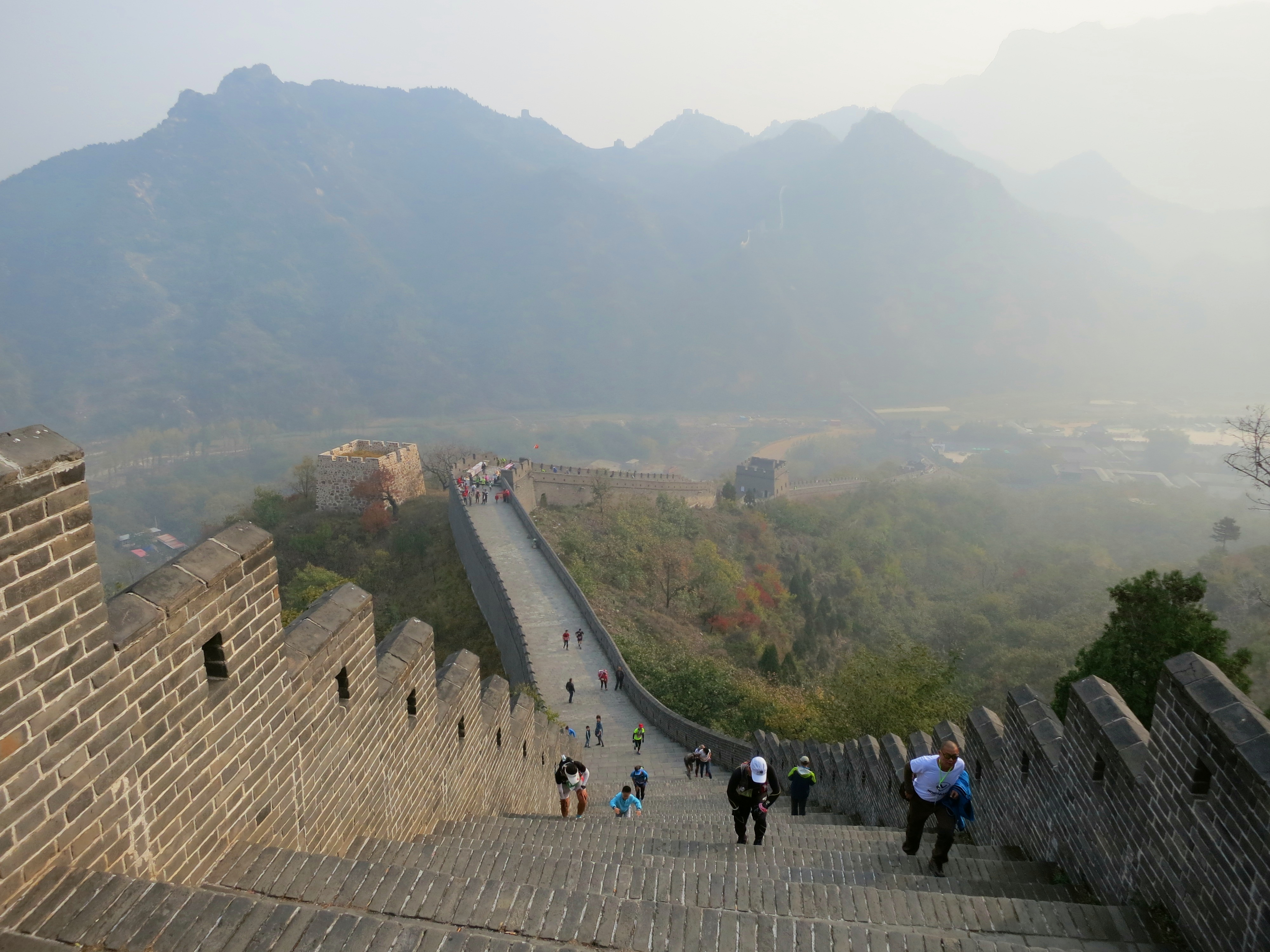
黄崖关长城

- 全国重点文物保护单位：独乐寺、千像寺造像、蓟州白塔
- 天津市文物保护单位：盘山抗日根据地遗址、天成寺舍利塔、定光佛舍利塔、围坊遗址、别山汉墓群、邦均汉墓群、平津战役前线司令部旧址、福山塔、多宝佛塔、渔阳鼓楼、鲁班庙、蓟州文庙、关帝庙